# 1991 SC2
1991 SC2 är en asteroid i huvudbältet som upptäcktes den 16 september 1991 av den amerikanske astronomen Henry E. Holt vid Palomarobservatoriet.
Asteroiden har en diameter på ungefär 6 kilometer och den tillhör asteroidgruppen Koronis.